# Oosterhorn (Delfzijl)

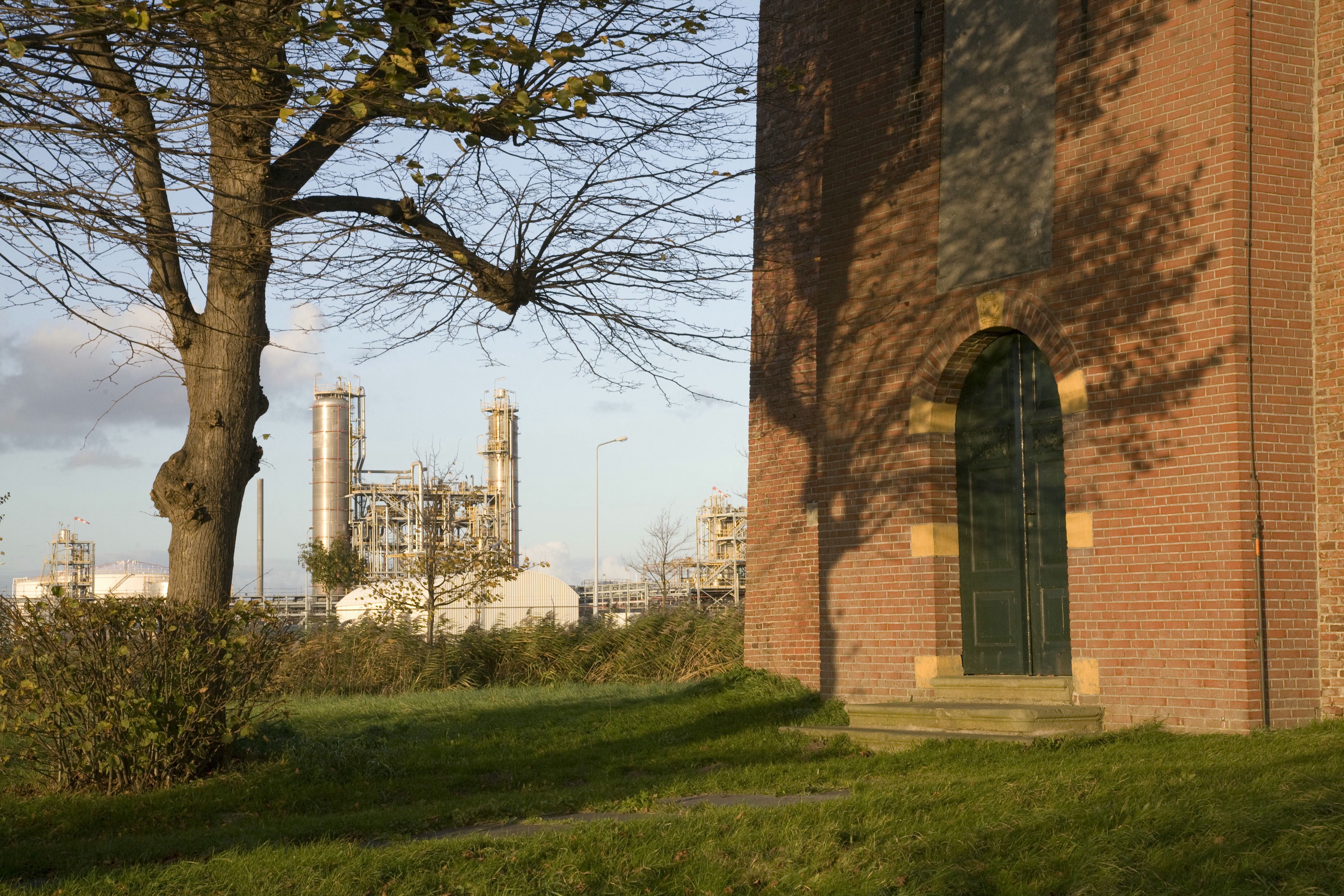
Industriegebied Oosterhorn met kerk van Heveskes.

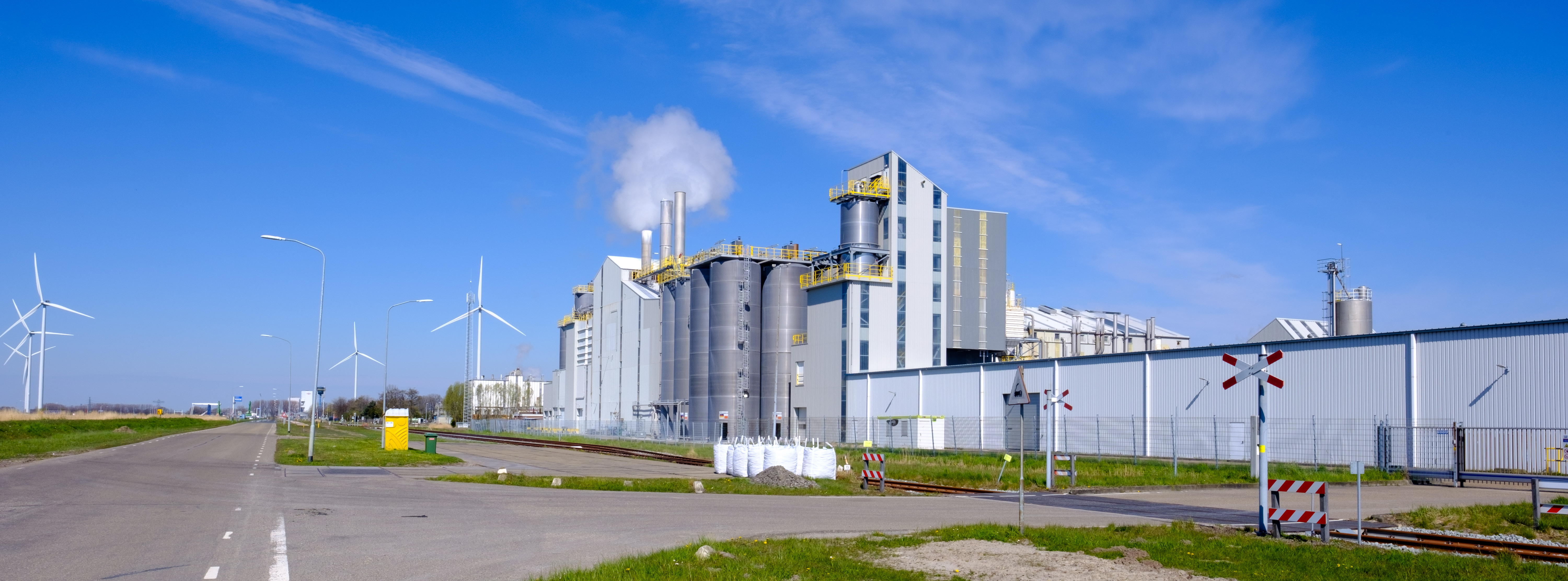
De silicafabriek van PPG op Chemiepark De Valgen. Ervoor loopt de Stamlijn Delfzijl, die de spoorontsluiting van de Oosterhorn vormt.

Het industriegebied Oosterhorn, gelegen aan een grote binnenhaven in de Oosterhoek ten zuidoosten van Delfzijl, is de belangrijkste vestigingsplaats van chemische en verwante bedrijven in de Nederlandse provincie Groningen.
Het wordt beheerd door Groningen Seaports, die eigenaar is van de grond en de infrastructuur. De naam Oosterhorn betekent letterlijk ‘oosterhoek’, wat met de situering ten opzichte van Delfzijl te maken heeft. Aan de noordkant vormt de Eemsmonding de grens, in het oosten Borgsweer en Lalleweer, in het zuiden de Warvenweg (N992) en in het westen de Oosterveldweg (N991).
De ontdekkingen van zout in Veendam en Heiligerlee en aardgas in Slochteren leidden vanaf 1958 tot de aanleg van het industriegebied met een grootte van 180.000 m². Daardoor verdwenen de dorpen Heveskes, Oterdum en Weiwerd. Niet alle voor de industrie gereserveerde gronden werden echter benut. Midden in het gebied is de middeleeuwse kerk van Heveskes nog aanwezig, maar niet meer als godshuis in gebruik. In de jaren zeventig is een goederenspoorlijn (de Stamlijn Delfzijl) naar Oosterhorn aangelegd als verlenging van de spoorlijn Groningen - Delfzijl.
De kernen van het industriegebied vormen de bedrijven AkzoNobel (zout, chloor) en DAMCO Aluminium Delfzijl (aluminium), die zich hebben ontwikkeld tot respectievelijk het 'Chemiepark Delfzijl' en het 'Metaalpark'. Ongeveer 9000 mensen zijn of waren voor hun werk direct of indirect afhankelijk van deze industrie. De aluminiumindustrie floreert in de 21e eeuw minder dan daarvoor: DAMCO is de doorstart van het in 2017 failliet gegane Klesch, zelf de doorstart van het in 2013 failliet gegane Aldel.
In Oosterhorn is ongeveer 16% van de totale Nederlandse chemische industrie gevestigd, waarmee het - samen met Botlek / Maasvlakte en het haven- en industriegebied Moerdijk - tot de meest milieubelastende industriegebieden van Nederland behoort. Om greep te houden op de milieu-ontwikkelingen stelde de gemeente Delfzijl op 30 november 2017 voor het eerst sinds de jaren zestig een nieuw bestemmingsplan vast voor het gehele industrieterrein Oosterhorn. Dit plan maakt een verdere ontwikkeling mogelijk van Oosterhorn als vestigingslocatie voor groene industrie en dienstverlening.

## Indeling
De Oosterhorn bestaat uit de volgende gebieden:
- De Zeesluizen (noordwesten)
- Chemiepark Delfzijl (noordwesten)
- Metaalpark Delfzijl (noorden, ook Metal Park Delfzijl)
- Chemiepark De Valgen (noordoosten)
- Oterdumer Driehoek (noordoosten)
- Farmsumerpoort (westen)
- Farmsumerhaven (westen)
- De Delta (westen)
- Weiwerd (zuidwesten)
- Oosterwierum (zuiden, ook Chemie Park Oosterwierum)
- MERA Park Delfzijl (zuidoosten)

Chemiepark De Valgen, Oosterwierum en MERA Park Delfzijl liggen nog grotendeels braak.

## Ontwikkelingen
SkyNRG, SHV Energy en KLM gaan samen de eerste fabriek voor duurzame kerosine van Europa bouwen. De fabriek komt in Oosterhorn, tussen het Chemiepark en de aluminiumfabriek Aldel, en komt vanaf 2022 in bedrijf. Het project vergt een investering van 260 miljoen euro. De jaarlijkse productie komt uit op ongeveer 100.000 ton, waarvan KLM 75% zal afnemen. Als grondstof dienen de olie-achtige reststoffen zoals afgewerkt frituurvet en andere plantaardige afvalolie uit de nabijgelegen industrie. De bio-kerosine is 85% schoner dan reguliere kerosine. Het wordt met binnenvaartschepen naar Schiphol vervoerd.